# Tonna allium
Tonna allium — вид морских брюхоногих моллюсков из семейства Tonnidae. Средняя длина раковины 7 см, максимальная 10 см. Бентический тропический вид. Встречается на глубине 10 — 50 м. Обитает в Индо-западной части Тихого океана: от Восточной Африки до Меланезии; на север до Японии и на юг до Нового Южного Уэльса. Безвреден для человека, не является объектом промысла. Охранный статус вида не оценивался.